# سختینه

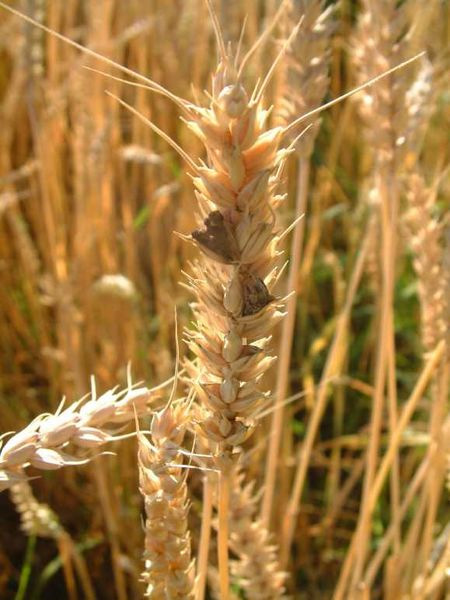
سختینه‌های ناخنک که بر روی خوشه‌های گندم پدید آمده.

سَختینه یا اِسکِلِروتیوم تودهٔ سختی است که در قارچ‌ها ایجاد می‌شود.
سختینه اندامی سخت، فشرده و مقاوم در برابر شرایط نامساعد محیط است که می‌تواند زمانی طولانی به حالت غیرفعال باقی بماند و پس از فراخور بودن شرایط جوانه بزند.
سختینه در قارچ‌های بیماری‌زایی مانند ناخنک دیده می‌شود.